# Головинська сільська рада
Голови́нська сільська́ ра́да — орган місцевого самоврядування в Костопільському районі Рівненської області. Адміністративний центр — село Головин.

## Загальні відомості
- Головинська сільська рада утворена в 1939 році.
- Територія ради: 82,42 км²
- Населення ради: 3 108 осіб (станом на 2001 рік)

## Населені пункти
Сільській раді підпорядковані населені пункти:
- с. Головин
- с. Базальтове
- с. Берестовець
- с. Іваничі
- с. Садки

## Склад ради
Рада складається з 20 депутатів та голови.
- Голова ради: Вдовиченко Леонтій Володимирович
- Секретар ради: Демчук Тамара Петрівна

### Керівний склад попередніх скликань
| Прізвище, ім'я, по батькові      | Основні відомості                                                                                               | Дата обрання | Дата звільнення |
| -------------------------------- | --- | ------------ | --------------- |
| Шулім Михайло Федорович          | Сільський голова, 1951 року народження, безпартійний                                                            | 26.03.2006   | 31.10.2010      |
| Вдовиченко Леонтій Володимирович | Сільський голова, 1957 року народження, освіта середня спеціальна, член Української соціал-демократичної партії | 31.10.2010   |                 |

Примітка: таблиця складена за даними сайту Верховної Ради України

### Депутати
За результатами місцевих виборів 2010 року депутатами ради стали:

#### За суб'єктами висування
| Суб'єкт висування                                       | Кількість обраних депутатів | %  |
| ------------------------------------------------------- | --------------------------- | -- |
| Самовисування                                           | 12                          | 60 |
| Політична партія Всеукраїнське об'єднання «Батьківщина» | 5                           | 25 |
| Народна партія                                          | 2                           | 10 |
| Партія регіонів                                         | 1                           | 5  |

#### За округами
| № округу                                                | Прізвище, ім'я, по батькові     | Дата визнання обраним | Освіта             | Партійна приналежність                        | Відомості про обраного депутата                                                                |
| ------------------------------------------------------- | ------------------------------- | --------------------- | ------------------ | --------------------------------------------- | ---------------------------------------------------------------------------------------------- |
| Народна Партія                                          |                                 |                       |                    |                                               |                                                                                                |
| 2                                                       | Крищук Світлана Миколаївна      | 03.11.2010            | вища               | позапартійна                                  | Головинсь-кий будинк культури, художній керівник                                               |
| 7                                                       | Наумець Микола Назарович        | 03.11.2010            | вища               | член Народної партії                          | Базальтівське лісництво, лісничий                                                              |
| Партія регіонів                                         |                                 |                       |                    |                                               |                                                                                                |
| 1                                                       | Васевич Руслан Володимирович    | 03.11.2010            | вища               | член Партії регіонів                          | Костопільський районний центр соціальних служб для сім'ї, дітей та молоді, головний спеціаліст |
| Політична партія Всеукраїнське об'єднання «Батьківщина» |                                 |                       |                    |                                               |                                                                                                |
| 3                                                       | Буржинська Тетяна Володимирівна | 03.11.2010            | вища               | член Всеукраїнського об'єднання «Батьківщина» | Головинська загальноосвітня школа І-ІІІ ст., вчитель                                           |
| 5                                                       | Ластовецька Тетяна Анатоліївна  | 03.11.2010            | вища               | член Всеукраїнського об'єднання «Батьківщина» | Головинська загальноосвітня школа І-ІІІ ст., вчитель                                           |
| 8                                                       | Кравчук Лариса Валентинівна     | 03.11.2010            | вища               | член Всеукраїнського об'єднання «Батьківщина» | Базальтівське НВО «Дошкільний навчальний заклад-школа І ступеня», вихователь                   |
| 12                                                      | Таргоній-Коваль Раїса Петрівна  | 03.11.2010            | вища               | член Всеукраїнського об'єднання «Батьківщина» | Берестовецька загальноосвітня школа І-ІІІ ст., директор                                        |
| 16                                                      | Таргоній Валентина Петрівна     | 03.11.2010            | вища               | член Всеукраїнського об'єднання «Батьківщина» | Головинський фельдшерсько-акушерський пункт, завідувачка                                       |
| Самовисування                                           |                                 |                       |                    |                                               |                                                                                                |
| 4                                                       | Грищук Леонід Васильович        | 03.11.2010            | середня            | позапартійний                                 | Івано-Долинський спецкар'єр, бурильник                                                         |
| 6                                                       | Крищук Михайло Васильович       | 03.11.2010            | вища               | позапартійний                                 | Івано-Долинський спецкар'єр, начальнк гірничо-механічного цеху                                 |
| 9                                                       | Федоришин Михайло Іванович      | 03.11.2010            | середня спеціальна | позапартійний                                 | Івано-Долинський спецкар'єр, забійник                                                          |
| 10                                                      | Гречко Володимир Васильович     | 03.11.2010            | вища               | позапартійний                                 | КУТП «Полісся», президент                                                                      |
| 11                                                      | Степчук Сергій Анатолійович     | 03.11.2010            | середня спеціальна | позапартійний                                 | приватний підприємець                                                                          |
| 13                                                      | Бровко Михайло Васильович       | 03.11.2010            | вища               | позапартійний                                 | Берестовецький спецкар'єр, заступник директора                                                 |
| 14                                                      | Мельник Валентина Георгіївна    | 03.11.2010            | середня спеціальна | позапартійна                                  | Головинська сільська рада, бухгалтер                                                           |
| 15                                                      | Літвінко Микола Михайлович      | 03.11.2010            | середня            | позапартійний                                 | Базальтівське лісництво, майстер лісу                                                          |
| 17                                                      | Демчук Тамара Петрівна          | 03.01.2011            | вища               | позапартійна                                  | Головинська сільська рада, секретар виконкому                                                  |
| 18                                                      | Шулім Світлана Василівна        | 03.11.2010            | вища               | позапартійна                                  | Головинська сільська рада, інспектор                                                           |
| 19                                                      | Савчука Валерій Іванович        | 03.11.2010            | вища               | позапартійний                                 | Іваницька загальноосвітня школа І-ІІ ст., директор                                             |
| 20                                                      | Демушик Анатолій Володимирович  | 03.11.2010            | вища               | позапартійний                                 | Іваницька загальноосвітня школа І-ІІ ст., вчитель                                              |